# ویلیام کمبل (دانشمند)

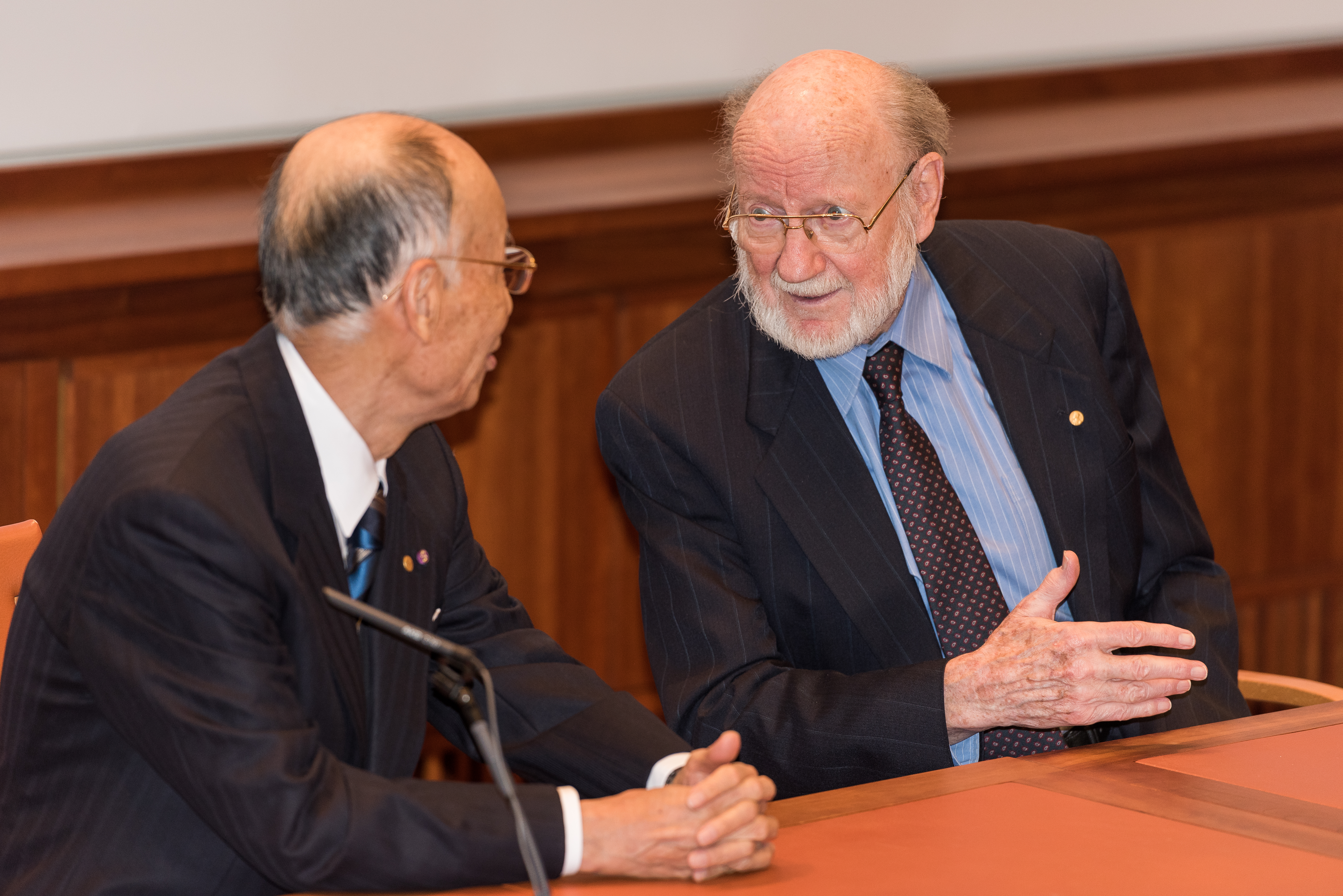
ساتوشی امورا در سمت چپ و ویلیان کمبل در سمت راست در استکلهم دسامبر ۲۰۱۵

ویلیام کمبل (انگلیسی: William C. Campbell؛ ‏ تلفظ: ‎/ˈkæmbəl/‎؛ ‏ زادهٔ ۲۸ ژوئن ۱۹۳۰) یک زیست‌شناس و انگل‌شناس ایرلندی‌الاصل اهل آمریکا است. او برای اکتشافاتش دربارهٔ یک درمان تازه برای تهاجم‌های ایجادشده به‌وسیلهٔ کرم‌های لوله‌ای شناخته می‌شود، که به‌خاطر آن، مشترکاً جایزه نوبل فیزیولوژی و پزشکی را در سال ۲۰۱۵ برنده شد.